# 리엔찌에우군
리엔찌에우군(베트남어: Quận Liên Chiểu / 郡蓮沼)은 베트남 남중부 지방 다낭의 군이다. 리엔찌에우는 국도 제1A호선을 따라 분포하고, 남북 철도가 통과하는 젊은 산업 지구로 지리적 위치, 자연 조건, 교통과 관광의 요지라는 이점을 가지고 있다. 다낭에 위치한 두 개의 대규모 산업 단지가 위치해 있다.

## 지리
리엔찌에우군은 다낭 시의 북서쪽에 위치해 있다. 동쪽은 다낭, 남쪽은 껌레군과 타인케군과 접경하고 있다. 서쪽은 호아방현과 접경하며, 후에시과 북쪽 경계를 이루고 있으며, 하이반 고개가 있다.

## 행정 구역
5개의 프엉(坊)으로 구성되어 있다.
- 호아민 (Hòa Minh / 和明)
- 호아카인남 (Hòa Khánh Nam /和慶南)
- 호아카인박 (Hòa Khánh Bắc /和慶北)
- 호아히엡남 (Hòa Hiệp Nam /和協南)
- 호아히엡박 (Hòa Hiệp Bắc /和協北)

## 경제
호아카인 산업단지는 확장되고 있다. 이곳에는 200개 이상의 대규모 산업 공장, 도시의 기업, 3만명이 넘는 인력을 보유한 국내외 투자가들이 있다.
- 리엔찌우 산업단지 (Lien Chieu Industrial Zone)
- 호아카인 산업단지 (Hoa Khanh Industrial Park)

## 교통
- 하이반 패스

## 교육
- 다낭 대학교 공과대학
- 다낭 대학교 교육대학

## 시장
- 호아카인 시장
- 타인빈 시장
- 남오 시장
- 호아미 시장